# Larry Dunne
Larry Dunne (febrero de 1948-18 de mayo de 2020) fue un jefe del crimen organizado irlandés y traficante de drogas. Fue considerado responsable de la introducción de la heroína en Dublín en la década de 1970.

## Primeros años
Nació en  una familia dublinesa con 14 miembros, se crio en Dolphin's Barn y pronto se implicó en delitos menores. Fue enviado al reformatorio de Daingean como muchos de sus hermanos.
Su padre Christy "Bronco" Dunne Snr. había estado en la prisión de Portlaoise dieciocho meses por homicidio involuntario en 1939.

## Carrera criminal
Empezó a suministrar heroína en Dublín a finales de los años 1970. Pasó un tiempo en Inglaterra y construyó una red de conexiones con traficantes de drogas británicos. Organizó a jóvenes "camellos" para suministrar heroína en las calles y en complejos de apartamentos. Debido a esto se  ganó el apodo "Larry no lleva".
Hizo tanto dinero que en mayo de 1982 se pudo comprar una casa de lujo en Sandyford, al pie de los Montes Wicklow. A pesar de estar desempleado, pagó 100,000 libras irlandesas por ella - el equivalente a 1,3 millones de euros de 2020.
En junio de 1983 fue llevado ante los tribunales por tráfico de drogas. Después de un testimonio matutino en su contra, por la tarde se dio a la fuga. Fue encontrado culpable en ausencia. En su huida, se escondió sucesivamente en Crumlin, en casa de unos amigos en Leitrim, pasó varios días en una comuna de la Divine Light Mision, luego se trasladó a la Costa del Sol y siguió a Portugal.
Fue arrestado en Portugal, extraditado a Irlanda y cumplió diez de catorce años de prisión.
Fue condenado en 2004 por un delito de tráfico ocurrido en 1999.
Tenía más de 40 condenas criminales.

## Muerte
Enfermo de cáncer de pulmón desde hacía mucho tiempo, fue trasladado al hospital tras herirse intencionadamente con un cuchillo. Falleció en el hospital St. James.